# عبد الله بن عبد الرحمن سراج
عبد الله بن عبد الرحمن بن عبد الله سراج ولد في مدينة مكة المكرمة عام 1875 م، وتلقى تعليمه في المدرسة الصولتية ثم التحق بالأزهر. أصبح مفتي الحنفية في مكة أواخر عهد شرافة مكة عام 1907 م. كذلك، فقد انتُخب ممثلا عن مكة المكرمة في مجلس المبعوثان العثماني، لكنه استقال قبل مباشرة عمله فيه. بعد إعلان الثورة العربية الكبرى واستقلال كامل إقليم الحجاز عن السلطنة العثمانية، أصبح عبد الله سراج قاضي القضاة في مملكة الحجاز، كما أنه تولى منصبي نائب رئيس وزراء المملكة ورئيس وزرائها كذلك. يُعدُّ عبد الله سراج أول وآخر رئيس وزراء أردني مُعَمَّم.
شُكلت هذه الحكومة بستة أعضاء وكان عبد الله سراج - إضافة لمنصبه رئيسًا للوزراء - يحمل حقائب الداخلية والمالية فضلا عن كونه قاضيا للقضاة. وقد جرت في عهد الحكومة المذكورة عدة أحداث مهمة في تاريخ الأردن ومنها عقد معاهدة واعتراف متبادل مع المملكة العراقية عام 1931 م، وبدء للعلاقات والاعتراف المتبادل مع المملكة العربية السعودية عام 1933 م، وإنشاء قوات البادية في 1931. سنَّت الحكومة قانونًا يمنع الأجانب من تملك الأرض في الأردن دون موافقة الحكومة. أُقيلت الحكومة بإرادة أميرية في 18 تشرين الثاني عام 1933 م؛ بسبب عدم الانسجام بين الحكومة والمجلس التشريعي، الذي كان مرده لاستبعاد الشيخ عبد الله سراج لأعضاء المجلس التشريعي عن الحكومة عكس الحكومات السابقة التي ضمت أعضاءً من المجلس.